# Zannone
Die Insel Zannone gehört zur Gruppe der Pontinischen Inseln im Tyrrhenischen Meer.

## Lage
Die Insel ist die drittkleinste der Gruppe und misst nur rund 0,9 Quadratkilometer. Die höchste Erhebung ist der 194 m hohe Monte Pellegrino, auf dem die Forstverwaltung eine Station und eine kleine Ausstellung unterhält. Die Insel liegt nordöstlich der Hauptinsel Ponza. Administrativ gehört sie zur Gemeinde Ponza in der Provinz Latina (Region Latium). 1979 wurde sie in den Nationalpark Circeo integriert.

## Bevölkerung
Auf der Insel befand sich im 13. Jahrhundert das Kloster Santo Spirito di Zannone, das aber kurz vor dem Ende dieses Jahrhunderts auf das Festland verlegt wurde. Heute ist die Insel unbewohnt.

## Fauna
Die Insel ist ein Zugvogelstützpunkt. Sie beherbergt verschiedene Falkenarten. Daneben kommen Reptilien und Insekten vor. In den 1920er Jahren wurde das Mufflon eingeführt.

## Flora
Die Vegetation trägt mediterranen Charakter mit Ginster, Agaven und Opuntien.